# Campeonato Nacional de Rodeo de 2022
El 73° Campeonato Nacional de Rodeo selló la temporada de rodeos de Chile 2021-2022 y se disputó en la Medialuna Monumental de Rancagua entre el 7 y el 10 de abril de 2022.
Los campeones fueron los jinetes del Criadero Palmas de Peñaflor, Alfredo Moreno y Luis Eduardo Cortés, quienes montaron a "Bien Pagada" y "Lunática" con 41 puntos buenos. Segundos fueron Luis Alfonso Angulo y Alberto Mohr y terceros campeones Pablo Aninat y Alfredo Díaz.
Luis Eduardo Cortés, además, ganó el movimiento de la rienda montando a "Palmeña", convirtiéndose el primer jinete en ganar el campeonato nacional de rodeo y de rienda en un mismo año.
Este campeonato se realizó con participantes que obtuvieron su cupo en los tres rodeos clasificatorios que se realizaron. La temporada 2021-2022 se vio interrumpida y se realizó con restricciones sanitarias, producto de la pandemia de COVID-19.

## Resultados

### Serie de Campeones
| Cuarto Animal 2022 | Cuarto Animal 2022                    | Cuarto Animal 2022             | Cuarto Animal 2022          | Cuarto Animal 2022 |
| ------------------ | ------------------------------------- | ------------------------------ | --------------------------- | ------------------ |
| Posición           | Jinetes                               | Caballos                       | Asociación                  | Puntaje            |
| 1.ª                | Luis Eduardo Cortés y Alfredo Moreno  | "Lunática" y "Bien Pagada"     | Santiago Sur                | 41                 |
| 2.ª                | Luis Alfonso Angulo y Alberto Mohr    | "Candelabro" y "Aristócrata"   | Osorno                      | 39                 |
| 3.ª                | Pablo Aninat y Alfredo Díaz           | "Peumo Marcado" y "Mala Yerba" | Quillota y Santiago Oriente | 35                 |
| 4.ª                | Luis Huenchul y Felipe Undurraga      | "Lindas Plumas" y "Rastrojero" | Colchagua                   | 31                 |
| 5.ª                | Manuel Mallea y Gabriel González      | "Mi Negra" y "Qué Negra"       | O'Higgins                   | 31                 |
| 6.ª                | Luis Fernando Corvalán y Gonzalo Vial | "Maitén" y "Orégano"           | O'Higgins                   | 27                 |
| 7.ª                | Diego Pacheco y Ricardo Álvarez       | "Safira" y "Extranjero"        | Colchagua                   | 21                 |

### Serie Mixta
- 1.er lugar: Criadero El Peñasco de Santa Sylvia, con Pablo Aninat y Alfredo Díaz (Asociaciones Quillota y Santiago Oriente) en "Peumo Marcado" y "Mala Yerba" con 33 puntos (7+12+3+11)
- 2.º lugar: Diego Pacheco y Ricardo Álvarez (Asociación Colchagua) en "Safira" y "Extranjero" con 30 (9+3+13+5)
- 3.er lugar: Criadero Los Tacos de Rumai, con Cristian Hermosilla y Roberto Bozzo (Asociación Melipilla), en "Fanfarrona" y "Pintoresco", con 30 (8+8+6+8)

### Serie Criaderos
- 1.er lugar: Criadero San Manuel de la Punta, Manuel Mallea y Gabriel González (Asociación O'Higgins), en "Mi Negra" y "Qué Negra" con 35 puntos (8+8+8+11).
- 2.º lugar: Criadero Santa Elba, Juan Adolfo Poblete y Sebastián Poblete (Asociación Cautín) en "Calicanto" y "Chapeado" con 34 (10+8+10+6)
- 3.er lugar: Criadero Río Claro, Nicolás Frohlich y Humberto Salfate (Asociación Osorno) en "Maroma" y "Nicasia" con 33 (8+12+3+10)

### Serie Caballos
- 1.er lugar: Mauricio Franzani y Ernesto Arredondo (Asociación Bío Bío) en "Tévez" y "Tirolazo" con 34 puntos (6+9+8+11)
- 2.º lugar: Criadero Las Callanas, José Tomás Meza y Gonzalo Vial (Asociación Maipo) en "Nieto Regalón" y "Volveré" con 33 (8+11+8+6)
- 3.er lugar: Mauricio Villarroel y Juan Carlos Villarroel (Asociación San Felipe) en "Catete" y "Rebenque" con 33 (10+10+5+8).

### Serie Yeguas
- 1.er lugar: Ricardo Lemus y David Aguilera (Asociación Choapa) en "Tormenta" y "Melodía" con 30 puntos (9+8+8+5)
- 2.º lugar: Criadero Palmas de Peñaflor, con Alfredo Moreno y Luis Eduardo Cortés (Asociación Santiago Sur) en "Bien Pagada" y "Lunática" con 29 puntos (7+7+5+10)
- 3.er lugar: Pedro Espinoza y Arturo Ríos (Asociación Choapa) en "Revoltosa" y "Alameda" con 24 puntos (8+4+9+3)

### Serie Potros
- 1.er lugar: Criadero Las Callanas, con José Tomás Meza y Gonzalo Vial (Asociación Maipo) en "No Olvido" y "Pistolaso" con 40 puntos (11+6+11+12)
- 2.º lugar: Pablo Pino y Diego Tamayo (Asociaciones Santiago Oriente y Santiago Sur) en "Fantoche" y "Chacarero" con 38 puntos (7+9+10+12) (Corrió por los premios por ser la collera campeona de Chile)
- 3.er lugar: Johnny Aravena y Francisco Infante (Asociación Melipilla) en "Rescoldo" y "Travieso" con 36 puntos (12+5+7+12)
- 4.º lugar: Criadero Carimallín, con Arturo Ríos y Pedro Espinoza (Asociación Choapa) en "Alcahuete" y "Refrán" con 33 puntos (9+7+10+7)

### Primera Serie Libre A
- 1.er lugar: Matías Sepúlveda y Juan Ignacio Vargas (Asociación Talca) en "Doña Vale" y "Cuenca" con 38 puntos (11+4+11+12)
- 2.º lugar: Cristian Leiva y José Manuel Toledo (Asociación Valle Santa Cruz) en "Luna Nueva" y "Mariscal" con 36 puntos (8+7+9+12)
- 3.er lugar: Pedro Angel Urrutia e Iñaki Gazmuri (Asociación Cauquenes) en "Mentiroso" y "Camperita" con 35 puntos (8+5+11+11)
- 4.º lugar: Francisco Olivos y Juan Pablo González (Asociación Litoral Central) en "Chinganero" y "Transgresor" con 34 puntos (11+10+9+4)
- 5.º lugar: Criadero Lo Miranda, con Luis Fernando Corvalán y Gonzalo Rodolfo Vial (Asociación O'Higgins) en "Lección" y "Orgullo" con 34 puntos (7+8+7+12)
- 6.º lugar: David Huerta y Carlos Salamé (Asociación Río Cautín) en "Ronaldiño" y "Callejera" con 32 puntos (12+3+9+8)

### Primera Serie Libre B
- 1.er lugar: Luis Huenchul y Felipe Undurraga (Asociación Colchagua) en "Lindas Plumas" y "Rastrojero" con 32 puntos (10+11+3+8)
- 2.º lugar: Luis Alfonso Angulo y Alberto Mohr (Asociación Osorno) en "Candelabro" y "Aristócrata" con 31 (7+7+11+6)
- 3.er lugar: Cristian Moreno y Sebastián Moreno (Asociación Talagante) en "Afortunada" y "Borrachita" con 31 (10+6+9+6)
- 4.º lugar: Criadero Los Tacos de Rumai, Roberto Bozzo y Francisco González (Asociación Melipilla) en "Simpatía" y "Taitita" con 31 (7+12+8+4)
- 5.º lugar: Criadero Amancay, Rodrigo Errázuriz y Gustavo Cornejo (Asociación O'Higgins) en "Ganadero" y "Meta y Ponga" con 29 (6+10+5+8) +4+7

### Segunda Serie Libre A
- 1.er lugar: José Astaburaga y José María Martínez (Asociación Ñuble) en "Monono" y "Romance" con 40 puntos (11+9+8+12)
- 2.º lugar: Criadero Carimallín con Arturo Ríos y Pedro Juan Espinoza (Asociación Choapa) en "Listo No Más" y "Petaquita" con 33 puntos (8+8+9+8)
- 3.er lugar: Juan Antonio Rehbein y Bruno Rehbein (Asociación Llanquihue y Palena) en "Buen Tipo" y "Acertijo" con 33 puntos (12+11+5+5)
- 4.º lugar: Jorge Ortega y Rodrigo Ortega (Asociación San Felipe) en "Juguetona" y "Agravio" con 32 puntos (8+9+4+11)

### Segunda Serie Libre B
- 1.er lugar: Alfredo Díaz y Rodrigo Del Río (Asociación Santiago Oriente) en "Resucitado" y "Pampero" con 37 puntos (12+7+10+8)
- 2.º lugar: Criadero Peleco, Gustavo Valdebenito y Cristóbal Cortina (Asociación Malleco) en "Respetado" y "Messi" con 34 (11+8+7+8)
- 3.er lugar: Criadero Lo Miranda, Luis Fernando Corvalán y Gonzalo R. Vial (Asociación O'Higgins) en "Maitén" y "Orégano" con 33 (8+8+6+11)
- 4.º lugar: Criadero Lo Escogido, Jorge Hott y Luis Francisco Hott (Asociación Osorno) en "Rebrote" y "Refrán" con 31 (12+4+8+7) +10

### Movimiento de la rienda femenino
- Campeona: Romané Soto (Asociación Colchagua) en "Farsante" con 57 puntos (3+4+9+9+9+10+8+5) +17.
- Segunda campeona: Josefina Easton (Asociación Aysén) en "Año Nuevo" con 57 puntos (4+7+8+8+9+8+8+5) +12.

### Movimiento de la rienda masculino
- Campeón: Luis Eduardo Cortés (Asociación Santiago Sur) en "Palmeña" con 64 puntos (4+4+9+9+8+10+10+5+5) +17.
- Segundo campeón: Guillermo Segura (Asociación Santiago Sur) en "Mi Cielo" con 64 puntos (4+8+8+9+9+9+9+3+5) +16.

## Clasificatorios
A pesar de que en los últimos años los rodeos clasificatorios habían sido un total de cinco, para la temporada 2021-2022, y producto de la Pandemia de COVID-19, la Federación Deportiva Nacional del Rodeo Chileno resolvió que los clasificatorios fueran un total de tres.
- 11, 12 y 13 de marzo de 2022: Rodeo Clasificatorio Zona Sur, Osorno (Asociación Osorno).
- 18, 19 y 20 de marzo de 2022: Rodeo Clasificatorio Zona Centro, San Clemente (Asociación Talca).
- 25, 26 y 27 de marzo de 2022: Rodeo Clasificatorio Zona Norte, La Serena (Asociación Atacama).

### Clasificatorio Zona Sur de Osorno
- 1.er lugar: Fernando Alcalde y Diego Ordóñez (Asociación Valdivia) en "Así es la Vida" y "Poncho al Hombro" con 40 puntos (11+12+6+11).[6]
- 2.º lugar: Germán Varela y Mario Matzner (Asociación Osorno) en "Mariachi" y "Tío Lalo" con 36 puntos (9+11+5+11).
- 3.er lugar: Jenaro Barrientos y Maximiliano Barrientos (Asociación Valdivia) en "Fantasiosa" y "Amada Mía" con 35 puntos (13+7+3+12).

### Clasificatorio Zona Centro de San Clemente
- 1.er lugar: Pedro Ángel Urrutia e Iñaki Gazmuri (Asociación Cauquenes) en "Mentiroso" y "Camperita" con 37 puntos (5+13+11 +8).[7]
- 2.º lugar: Matías Sepúlveda y Juan Ignacio Vargas (Asociación Talca) en "Doña Vale" y "Cuenca" con 34 (9+12+9+4).
- 3.er lugar: Criadero Las Achiras de San Clemente, con José Astaburuaga y José María Martínez (Asociación Ñuble) en "Media Vuelta" y "Panchito" con 32 (8+9+7+8) +11.

### Clasificatorio Zona Norte de La Serena
- 1.er lugar: Criadero Palmas de Peñaflor, Alfredo Moreno y José Rojas (Asociación Santiago Sur) en "Canela" y "Pintoso" con 32 puntos (10+3+7+12).[8]
- 2.º lugar: Criadero Palmas de Peñaflor, con Alfredo Moreno y Luis Eduardo Cortés (Asociación Santiago Sur) en "Bien Pagada" y "Lunática" con 31 (6+5+8+12).
- 3.er lugar: Criadero Palmas de Peñaflor, Alfredo Moreno y Luis Eduardo Cortés (Asociación Santiago Sur) en "Retinto" y "Talero" con 26 (7+7+7+5).

## Cuadro de honor temporada 2021-2022

### Jinetes
- 1.º Luis Eduardo Cortés
- 2.º Alfredo Moreno
- 3.º Luis Angulo
- 4.º Alberto Mohr
- 5.º Alfredo Díaz
- 6.º Pablo Aninat
- 7.º Pedro Espinoza
- 8.º Manuel Mallea
- 9.º Felipe Undurraga
- 10.º Gabriel Escobar

### Caballos
- 1.º Aristócrata
- 2.º Candelabro
- 3.º Peumo Marcado
- 4.º Rastrojero
- 5.º Orégano
- 6.º Lindas Plumas
- 7.º Extranjero
- 8.º Tirolazo
- 9.º Mariscal
- 10.º No Volveré y Tévez

### Yeguas
- 1.º Lunática
- 2.º Bien Pagada
- 3.º Mala Yerba
- 4.º Mi Negra
- 5.º Qué Negra
- 6.º Safira
- 7.º Luna Nueva
- 8.º Petaquita
- 9.º Canela
- 10.º Revoltosa

### Potros
- 1.º Maitén
- 2.º No Olvido
- 3.º Fanchote
- 4.º Pistolazo
- 5.º Calicanto
- 6.º Chacarero
- 7.º Chapeado
- 8.º Refrán
- 9.º Rescoldo
- 10.º Travieso